# كنهبل
الكَنَهْبَلُ (الاسم العلمي: Vachellia)، جنس من النباتات المُزهرة من الفصيلة البقولية. والمعروفة باسم الأشجار الشائكة أو السنطيات. إنهُ ينتمي إلى فُصيلة السنطاوات. أُعتبرت أنواعه أعضاء في جنس السنط حتى عام 2009. يمكن تمييز الكنهبل عن االسنط الأخرى من خلال نوراتها الزهرية المتساقطة وأذيناتها الشوكية. قبل اكتشاف العالم الجديد، كان الأوروبيون في منطقة البحر الأبيض المتوسط على دراية بالعديد من أنواع الكنهبل، التي كانوا يعرفونها بوصفها مصدر لدواء، وكان لها أسماء ورثوها من الإغريق والرومان.
يوجد الجنس في النطاق واسع في مجموعة متنوعة من الموائل المفتوحة، الاستوائية إلى شبه الاستوائية، وهو مهيمن محليًا. في أجزاء من إفريقيا، تشكلت أنواع الكنهبل بشكل تدريجي من خلال رعي الحيوانات ذات الحجم والارتفاع التصاعدي، مثل الغزال والجرنوق والزرافة. وهكذا طور الجنس في إفريقيا أشواكًا للدفاع ضد هذه الحيوانات العاشبة.